# Cynorkis bathiei
Cynorkis bathiei är en orkidéart som beskrevs av Rudolf Schlechter. Cynorkis bathiei ingår i släktet Cynorkis, och familjen orkidéer. Inga underarter finns listade i Catalogue of Life.